# Etmopterus pusillus
Etmopterus pusillus är en hajart som först beskrevs av Lowe 1839.  Etmopterus pusillus ingår i släktet Etmopterus och familjen lanternhajar. IUCN kategoriserar arten globalt som livskraftig. Inga underarter finns listade i Catalogue of Life.